# Mezistátní utkání české hokejové reprezentace v sezóně 2019/2020

## Přehled mezistátních zápasů
| Pořadí | Datum        |       | Výsledek                           | Soupeř  | Soutěž                   | Místo utkání |
| ------ | ------------ | ----- | ---------------------------------- | ------- | ------------------------ | ------------ |
| 1953.  | 7. 11. 2019  | Česko | 3 : 1 (0:0, 1:1, 1:0)              | Švédsko | Karjala Cup 2019         | Leksand      |
| 1954.  | 9. 11. 2019  | Česko | 3 : 2sn (0:0, 1:1, 1:1 - 0:0, 1:0) | Finsko  | Karjala Cup 2019         | Helsinky     |
| 1955.  | 10. 11. 2019 | Česko | 3 : 0 (1:0, 0:0, 2:0)              | Rusko   | Karjala Cup 2019         | Helsinky     |
| 1956.  | 12. 12. 2019 | Česko | 4 : 3pp (3:1, 0:0, 0:2 - 1:0)      | Finsko  | Channel One Cup 2019     | Plzeň        |
| 1957.  | 14. 12. 2019 | Česko | 3 : 4sn (0:2, 2:0, 1:1 - 0:0, 0:1) | Rusko   | Channel One Cup 2019     | Moskva       |
| 1958.  | 15. 12. 2019 | Česko | 0 : 3 (0:0, 0:2, 0:1)              | Švédsko | Channel One Cup 2019     | Moskva       |
| 1959.  | 6. 2. 2020   | Česko | 1 : 2 (1:0, 0:1, 0:1)              | Švédsko | Sweden Hockey Games 2020 | Stockholm    |
| 1960.  | 8. 2. 2020   | Česko | 3 : 1 (1:1, 1:0, 1:0)              | Finsko  | Sweden Hockey Games 2020 | Stockholm    |
| 1961.  | 9. 2. 2020   | Česko | 4 : 3sn (1:1, 0:1, 2:1 - 0:0, 1:0) | Rusko   | Sweden Hockey Games 2020 | Stockholm    |

## Bilance sezóny 2019/20
| Soupeř  | Zápasy | Výhry | VP | PP | Prohry | Skóre |
| ------- | ------ | ----- | -- | -- | ------ | ----- |
| Finsko  | 3      | 2     | 1  | 0  | 0      | 10:6  |
| Rusko   | 3      | 2     | 0  | 0  | 1      | 10:7  |
| Švédsko | 3      | 1     | 0  | 0  | 2      | 4:6   |
| Celkem  | 9      | 5     | 1  | 0  | 3      | 24:19 |